# Betuloxys alnicolus
Betuloxys alnicolus är en stekelart som beskrevs av Pike och Jaroslav Stary 2000. Betuloxys alnicolus ingår i släktet Betuloxys och familjen bracksteklar. Inga underarter finns listade.